# Rosa Fernández
Rosa María Fernández Rubio es una escaladora española nacida en Cangas del Narcea (Principado de Asturias) en 1960. Ha hecho cumbre en 6 de las 14 montañas de más de 8000 metros, incluido el monte Everest.
Hasta la fecha es la única mujer española en completar el Proyecto 7 Cumbres, escalando las montañas más altas de todos los continentes (Europa, África, Asia, América del Norte, América del Sur, Oceanía y Antártida).
Las cadenas montañosas de los Andes, el Himalaya, los Pirineos, el Cáucaso, los Alpes o el Karakórum han sido el escenario durante dos décadas de las expediciones de esta alpinista nacida para el deporte de la montaña en los Picos de Europa, cuya práctica totalidad de cumbres conoce y ha escalado.
Además de su intensa actividad montañera Rosa Fernández fundó en 2011 el club Una a Una, primer equipo ciclista femenino de BTT de España con el que ha llevado a cabo proyectos deportivos y solidarios como la travesía Lhasa-Katmandú (meseta del Tíbet), el Camino de Santiago (norte de España) o la expedición Trans-Atlas (centro de Marruecos).
En la trayectoria vital de Rosa Fernández destacan multitud de iniciativas sociales y solidarias como la lucha contra el cáncer, la ayuda al deporte de discapacitados o la protección de la infancia.
En 2009 padeció un cáncer de mama del que hoy está recuperada, convirtiéndose desde entonces en una activa luchadora contra esta enfermedad y colaborando con la Asociación Española Contra el Cáncer de cuya Junta Provincial Asturiana es miembro y vocal.
Rosa Fernández reside actualmente en Oviedo con su marido Javier Morán con quien tuvo en 1979 a su única hija, Noemí Morán.
Además de la escalada Rosa Fernández practica habitualmente el ciclismo de montaña y el esquí de travesía.

## Cumbres principales
Gasherbrum II (8035 m; Karakórum, Paquistán; 17/7/1997)
Makalu (8463 m; Himalaya, China-Nepal; 20/5/2004)
Everest (8868 m; China-Nepal; 21/5/2005)
Lhotse (8516 m; Himalaya, China-Nepal; 20/5/2008)
Kangchenjunga (8586 m; Himalaya, India-Nepal; 20/5/2011)
Manaslu (8163 m; Himalaya, Nepal; 4/10/2011)

## Proyecto 7 Cumbres
Everest (8868 m; Himalaya, China-Nepal, Asia; 21/5/2005)
Aconcagua (6959 m; los Andes, Argentina, América del Sur; 21/1/2006)
McKinley (6194 m; Cordillera de Alaska, EE. UU., América del Norte; 1/6/2006)
Pirámide de Carstensz (5030 m; Montes Sudirman, Nueva Guinea, Oceanía; 18/7/2006)
Elbrus (5642 m; Cordillera del Cáucaso, Rusia, Europa; 19/9/2006)
Vinson (4897 m; Cordillera Sentinel, la Antártida; 17/12/2006)
Kilimanjaro (5895 m; Montañas del Rift, Tanzania, África; 12/2/2007)

## Otras expediciones
- Cumbre en el Cervino (4478 m; los Alpes, Italia-Suiza; 27/8/1996)
- Intento de cumbre en el Shisha Pangma (8013 m; Himalaya, China; se retira con congelaciones a 7400 metros el 4/5/1999)
- Intento de cumbre en el Dhaulagiri (8167 m; Himalaya, Nepal; se retira debido a la meteorología a más de 8000 metros de altura el 12/5/2000)
- Intento de cumbre en el Everest, cara sur (8868 m; Himalaya, China-Nepal; se retira tras dos tentativas alcanzando los 8600 metros el 22/5/2003)
- Intento de cumbre en el Cho Oyu (8201 m; Himalaya, China-Nepal; se retira debido a problemas de planificación a 8000 metros el 6/5/2007)
- Cumbre en el volcán Ojos del Salado (6891 m; los Andes, Chile; 30/1/2008)
- Cumbre en el Cervino (4478 m; los Alpes, Italia-Suiza; 7/9/2008)
- Cumbre en el Mont Blanc (4810 m; Italia-Francia; 14/7/2008)
- Intento de cumbre en el Manaslu (8163 m; Himalaya, Nepal; se retira por las malas condiciones meteorológicas a 7700 metros el 30/10/2008)
- Intento de cumbre en el Broad Peak (8051 m; Karakórum, China-Paquistán; se retira por el tiempo y dificultades de aclimatación a 7500 metros el 18/7/2009)
- Intento de cumbre en el Manaslu (8163 m; Himalaya, Nepal; se retira por el fuerte viento y la nieve a 7000 metros el 15/5/2008)
- Cumbre en el Tocllaraju (6034 m; los Andes, Perú; 14/6/2010)
- Intento de cumbre en el Annapurna (8091 m; Himalaya, Nepal; se retira por el alto riesgo de avalanchas a 6000 metros el 3/5/2012)
- Intento de cumbre en el Shisha Pangma (8013 m; Himalaya, China; se retira con edema pulmonar a 7000 metros el 3/5/2013)
- Cumbre en el Pasochoa (4199 m; los Andes, Ecuador; 6/6/2013)
- Cumbre en el Pichincha (4700 m; los Andes, Ecuador; 7/6/2013)
- Cumbre en el Cotopaxi (5897 m; los Andes, Ecuador; 10/6/2013)
- Cumbre en el Chimborazo (6268 m; los Andes, Ecuador; 25/6/2013)
- Intento de cumbre en el Aconcagua (6959 m; los Andes, Argentina; se retira por las pésimas condiciones de nieve y frío en la montaña el 29/1/2014)
- Cumbre en el Tserco Ri (5033 m; Himalaya, Nepal; 8/5/2014)
- Intento de cumbre en el K2 (8611 m; Karakórum, Pakistán-China; se retira a 7000 metros obligada por varias avalanchas que destrozan su equipo el 27/7/2015)
- Cumbre en el Kilimanjaro (5895 m; Montañas del Rift, Tanzania; 29/9/2015)
- Intento de cumbre en el Broad Peak (8051 m; Karakórum; China-Paquistán; se retira a 7200 m tras esperar en vano una ventana de buen tiempo el 24/7/2016)
- Cumbre en el Lobuche Ri (6119 m; Himalaya; Nepal; 14/10/2016)
- Cumbre en el Huayna Potosí (6090 m; Los Andes; Bolivia; 29/7/2017)
- Intento de cumbre en el Dhaulagiri (8169 m; Himalaya; Nepal; llega a 7100 metros y debe retirarse por la entrada de un temporal de viento en altura el 18/5/2018)
- Cumbre en el Damavand y descenso esquiando (5610 m; Montes Elburz, Irán; 10/4/2019)
- Cumbre en el Eiger (3970 m; Los Alpes, Suiza; 20/9/2019)

## Deporte solidario

### Pedaladas solidarias
- Tres veces ha realizado la travesía en BTT Lhasa-Katmandú rodando más de 1000 km por la meseta del Tíbet a una altitud entre los 4000 y los 5000 metros y acompañada, entre otros deportistas, por compañeras del club Una a Una. Recaudó fondos para la ayuda al deporte de niños discapacitados.
- Completó el Camino de Santiago de nuevo acompañada por ciclistas de Una a Una recorriendo los más de 400 km de sendas de montaña que separan Oviedo y Santiago de Compostela y consiguiendo dinero para la lucha contra el cáncer en cooperación con la AECC.
- Dos veces realizó la travesía Trans-Atlas (cerca de 500 km en BTT a través de la cordillera norteafricana con condiciones extremas de calor y altitud) junto a una veintena de ciclistas del club Una a Una recaudando fondos para la lucha contra el cáncer.

### Escaladas solidarias
- Asciende acompañada de deportistas asturianos varios volcanes en los Andes ecuatorianos, entre ellos el Chimborazo, cuya cumbre es el punto de la superficie terrestre más alejado del centro del planeta. Consigue dinero por cada metro ascendido destinado a la ayuda y compra de material para el deporte de discapacitados.
- Realiza una expedición solidaria acompañada de un sherpa y varios deportistas asturianos al Aconcagua (6959 metros) a favor de la ONG Mensajeros de la Paz y recaudando fondos para sus comedores infantiles. La pésima climatología les impide alcanzar la cumbre.
- Ideó y ejecutó con Una a Una la travesía Cota Cero-Cota Máxima recorriendo Asturias de norte a sur en bicicleta y escalando a la cumbre de Peña Ubiña (2417 m, una de las cumbre más elevadas de la cordillera Cantábrica) para conseguir fondos para el deporte de discapacitados.
- En 2015 forma parte del I Reto Pelayo Vida en una expedición femenina que, dando visibilidad a la lucha contra el cáncer de mama, corona el Kilimanjaro. En 2019 es nombrada Directora Deportiva del V Reto Pelayo Vida para conducir a un grupo de mujeres que padecieran cáncer a las cumbres andinas del Acotango (6050 metros) y del Nevado Sajama (6540 metros), alcanzando la cumbre del primero el día 5 de octubre y debiendo retirarse del segundo cuatro días después por las malas condiciones climatológicas.
- Organiza desde 2016 expediciones al Himalaya y campañas de apoyo a la ONG Maiti Nepal que rescata a niños y niñas de las redes del tráfico humano y de la explotación sexual infantil, recaudando fondos destinados a esta organización en actos y conferencias junto con el club Una a Una.

## Publicaciones
- Mi Everest (Ediciones Nobel, 2005). Relata su conquista del techo del mundo.
- En la piel de la alpinista (Ed. Tragaluz, 2007). Recrea el Proyecto 7 Cumbres.

## Premios y reconocimientos
- Premio Ciudad de Oviedo al mejor deportista absoluto (1998).
- Premio Delfos Nacional Absoluto a la ética en el deporte (2005).
- Asturiana del Mes de mayo del diario ovetense La Nueva España (2005).
- Cepa de Oro del ayuntamiento de Cangas del Narcea (2005).
- Mejor Deportista Absoluto, ayuntamiento de Oviedo (2006).
- Medalla de Bronce de la Real Orden del Mérito Deportivo, Consejo Superior de Deportes (2007).
- Accésit Adidas a la Mejor Hazaña Deportiva, diario Marca (2007).
- Valdesana de Honor, ayuntamiento de Valdés (2007).
- Vaqueira de Honor, Aristébano (2007).
- Pregonera del Descenso Internacional del Sella (2007).
- Carbayón de Oro del ayuntamiento de Oviedo (2008).
- Medalla de Plata del Gobierno del Principado de Asturias (2009).
- Premio Valores Humanos de la prensa deportiva, Asturias (2010).
- Pregonera del Descenso Internacional de la ría de Navia (2010).
- Distinción Especial, Espineres (2014).
- Pregonera de la X Romería de la Trashumancia, Somiedo (2018).
- Insignia de Oro del Día de Galicia en Asturias, Oviedo (2018).
- Pregonera de las fiestas del Rosario, Riosa (2018).
- Jurado de los Premios Princesa de Asturias, Oviedo (2018).